# Donovaly
Donovaly és un poble i municipi d'Eslovàquia que es troba a la regió de Banská Bystrica.

## Història
La primera menció escrita de la vila es remunta al 1702.

## Demografia
| Godina             | 1994 | 2004    | 2014    | 2024    |
| ------------------ | ---- | ------- | ------- | ------- |
| Nombre de persones | 138  | 153     | 222     | 283     |
| Diferència         |      | +10,86% | +45,09% | +27,47% |

| Godina             | 2023 | 2024 |
| ------------------ | ---- | ---- |
| Nombre de persones | 283  | 283  |
| Diferència         |      | +0%  |